# مارتا میلانی
مارتا میلانی (انگلیسی: Marta Milani؛ زادهٔ ۹ مارس ۱۹۸۷) دونده زن اهل ایتالیا است.